# 요코쿠메 가쓰히토

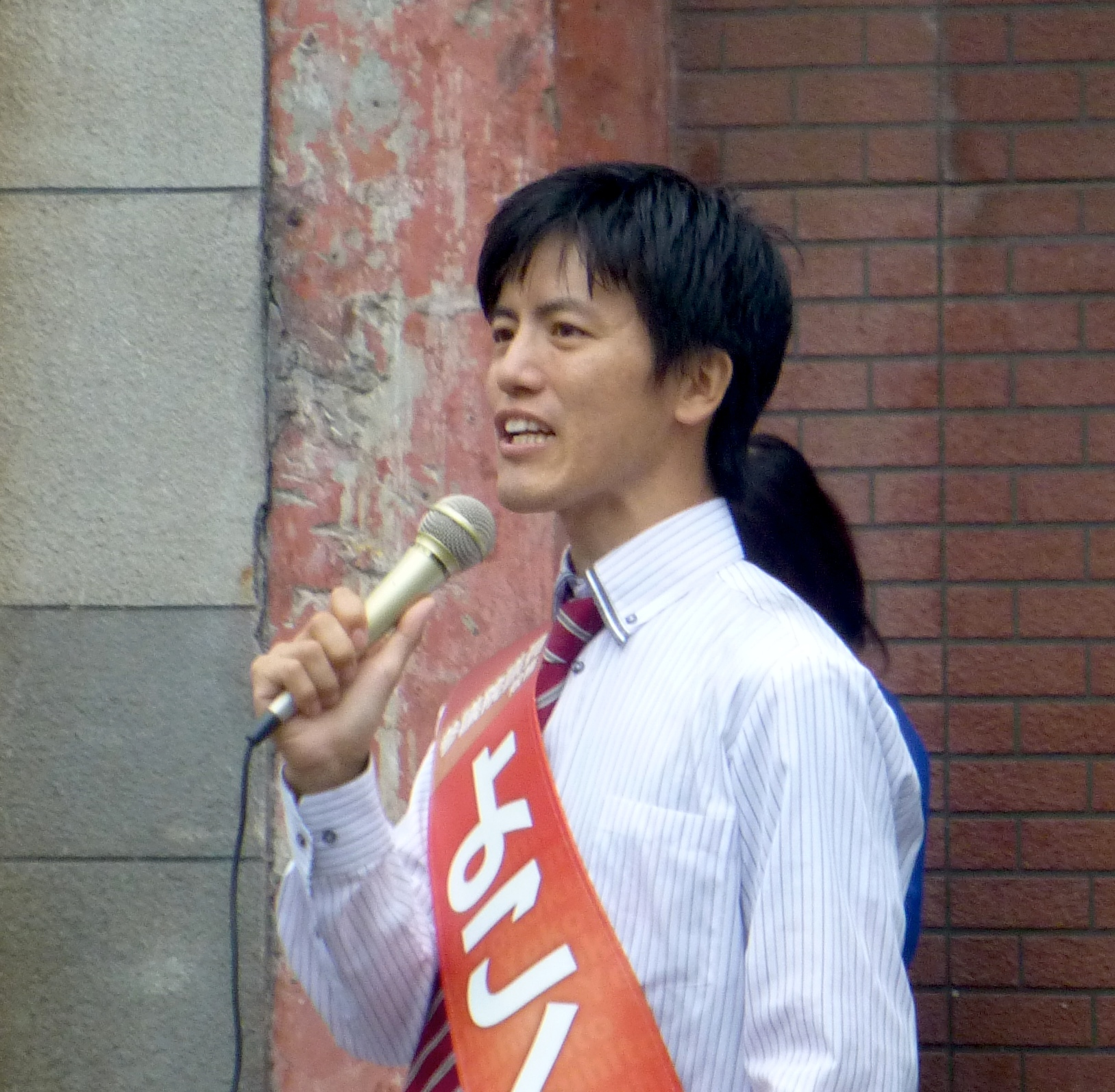

요코쿠메 가쓰히토(일본어: 横粂勝仁, 1981년 9월 10일~)는 일본의 정치인이다. 중의원 의원을 한 번 지낸 바 있다.